# Aceite de camelina
Es un aceite fijo extraído por presión de las semillas de camelina.
Este aceite es amarillo como el aceite de colza; su densidad es de 0,926 y no se solidifica hasta 150 bajo cero. Estos dos caracteres bastan para distinguirlo del aceite de colza y para reconocer la mezcla de ambos aceites. Con todo añadiremos otro que es muy característico: el aceite de cameiina, en efecto, tratado con dos por ciento de ácido sulfúrico, como para la clarificación, toma un color rojo lo que no sucede con los demás aceites. Agitado con agua pasa a amarillo, el agua posada queda lechosa y el poso es de un gris sucio y también hay un poco de materia breosa entre el agua y el aceite.
El aceite de camelina sufre muy bien la clarificación. Arde con llama rojiza y tizna las torcidas, propiedades que comunica al aceite de colza que él falsifica. En el comercio y en la industria, sirve para los mismos usos que el aceite de colza, solamente que, como aceite caliente, es preferible a éste en invierno para la fabricación de los jabones blandos. Se añade también con ventaja, bajo este respecto, a los aceites clarificados para reverbero, para prevenir los inconvenientes de la helada. Este aceite es secante como todos los aceites calientes. El aceite de camelina llegó a servir de alimento pero sobre todo era empleado para el alumbrado, después de haberlo depurado de su mucílago; sirve en la pintura, etc.